# Delnice (Słowenia)
Delnice – wieś w Słowenii, w gminie Gorenja vas-Poljane. W 2018 roku liczyła 145 mieszkańców.